# Pratibha Gai
Pratibha L. Gai (1948) es una científica microscopista e inventora india, catedrática de Microscopía Electrónica y ex directora del Nanocentro JEOL de York, de los Departamentos de Química y Física de la Universidad de York.Creó el "microscopio electrónico de transmisión ambiental de resolución atómica" (ETEM) y es una firme defensora de las mujeres en carreras científicas.

## Carrera científica
Titular de un doctorado en Física de la Universidad de Cambridge, Gai se educó en India donde hizo un máster en el Instituto Indio de Ciencia. También hizo un doctorado en la Universidad de Oxford entre 1981 y 1988, trabajó en la DuPont Corporation en Estados Unidos y fue profesora de ciencia de la materia en la Universidad de Delaware. Dirige York JEOL Nanocentre de Reino Unido.
En 2009, concibió el primer microscopio electrónico capaz de observar las reacciones químicas a nivel atómico. Este método de visualización permite observar por primera vez las átomos de superficie de los catalizadores.

## Premios y distinciones
- 2010: Medalla Gabor de la Royal Society,[7][8]

- 2013: Premio L'Oréal-UNESCO a Mujeres en Ciencia,[9][10][11]